# Лангбен, Карл
Карл Генрих Лангбен (нем. Carl Heinrich Langbehn, 6 декабря 1901 — 12 октября 1944) — немецкий адвокат, участник заговора против Гитлера.

## Биография
Родился в Паданге в семье владельца немецкой плантации в Голландской Ост-Индии. Являлся членом Немецкой народной партии до роспуска в 1933. С лета 1943 осуществлял переговоры в Швейцарии с представителями американских спецслужб о заключении сепаратного мира на Западном фронте. Пытался привлечь к этим переговорам Г. Гиммлера, с которым был лично знаком (также их дочери учились вместе в школе) и который видел в этих переговорах возможность реализации собственных интересов, в частности ему был представлен Й. Попиц. После того как гестапо расшифровало один из радиоперехватов, в сентябре 1943 был арестован. Находился под следствием около года, затем был казнён 12 октября 1944 на территории Берлин-Плётцензее.